# Wan Hu
Wan Hu (en xinès 萬虎 o 萬戶) segons la llegenda fou el primer cosmonauta xinès. Era un funcionari de la cort durant la dinastia Ming que va viure al segle xvi, Fascinat per l'espectacle dels estels al cel.
De la mateixa manera que en el cas de Cyrano de Bergerac, la ficció s'avançà a la realitat: una nit veient uns focs artificials se li va ocórrer la idea d'anar a l'espai per la qual cosa va inventar un artefacte per a fer aquest viatge, Era una cadira amb quaranta- set coets a sota. Wan Hu, amb el seu vestit de gala, va esperar que quaranta-set servents, cadascú amb una torxa, encenguessin els coets. La cadira es va elevar i Wan Hu va desaparèixer i no es va saber res del decidit funcionari mai més.
Un cràter a la cara oculta de la Lluna duu el seu nom.